# Permutazione

Ognuna delle sei righe è una diversa permutazione di tre sfere distinte

Una permutazione è un modo di ordinare in successione oggetti distinti, come nell'anagramma di una parola. In termini matematici una permutazione di un insieme {\displaystyle X} si definisce come una funzione biiettiva {\displaystyle p\colon X\rightarrow X}.

## Elencare e contare le permutazioni
Il numero delle permutazioni di {\displaystyle n} oggetti è pari al fattoriale di {\displaystyle n}:
{\displaystyle n!=n\cdot (n-1)\cdot (n-2)\cdots 1,}
infatti ci sono {\displaystyle n} modi di scegliere l'oggetto che occupa la prima posizione, per ciascuno di essi ci sono {\displaystyle n-1} modi di scegliere l'oggetto che occupa la seconda posizione, poi per ogni coppia di oggetti fissati nelle prime due posizioni ci sono {\displaystyle n-2} modi di scegliere l'oggetto nella terza posizione, e così via, fino ad occupare tutte le posizioni.
Ad esempio, le permutazioni possibili dell'insieme di quattro lettere "ABCD" sono 24 e si presentano come:
ABCD BACD CABD DABC
ABDC BADC CADB DACB
ACBD BCAD CBAD DBAC
ACDB BCDA CBDA DBCA
ADBC BDAC CDAB DCAB
ADCB BDCA CDBA DCBA

### Insiemi con ripetizioni
Se nell'insieme di partenza vi sono degli elementi ripetuti, alcune permutazioni danno la stessa sequenza. Ad esempio le permutazioni della serie di quattro lettere "ABAB" forniscono soltanto 6 risultati distinti:
AABB ABAB ABBA
BBAA BABA BAAB
In generale, se l'insieme è formato da {\displaystyle n} oggetti, di cui {\displaystyle n_{1}} sono di un tipo, {\displaystyle n_{2}} di un altro tipo, ecc. fino a {\displaystyle n_{k}}, con {\displaystyle n=n_{1}+n_{2}+\cdots +n_{k}}, il numero di permutazioni distinte o permutazioni con ripetizioni di un insieme di {\displaystyle n} elementi, contenente {\displaystyle n_{1},n_{2},\ldots ,n_{k}} elementi ripetuti, ossia identici tra loro, è uguale a
{\displaystyle {n \choose n_{1},\dots ,n_{k}}={\frac {n!}{n_{1}!\cdots n_{k}!}}}
che viene detto coefficiente multinomiale. Nelle permutazioni di un insieme con ripetizioni, se un elemento in una data posizione è sostituito da un altro elemento ripetuto la permutazione non cambia.
Nell'esempio mostrato, {\displaystyle n=4} e {\displaystyle n_{1}=n_{2}=2}, e si ottiene quindi
{\displaystyle {\frac {4!}{2!\,2!}}={\frac {24}{4}}=6.}

### Dimostrazione
Si inseriscano in una tabella tutte le permutazioni semplici di {\displaystyle n} oggetti in cui solo {\displaystyle k} si ripetono trattandoli come diversi tra loro in modo da avere sulle righe le permutazioni delle lettere non uguali e sulle colonne le permutazioni delle lettere uguali. Procedendo in questo modo su ogni riga ci saranno le stesse permutazioni, quindi se si calcola il prodotto del numero di righe per il numero di colonne si ottiene il numero di permutazioni:
{\displaystyle \mathrm {righe} \times \mathrm {colonne} =P_{n}.}
Ci saranno quindi tante righe quante permutazioni delle lettere ripetute e tante colonne quante permutazioni con ripetizione
{\displaystyle k!\cdot P_{n;k}=P_{n}\quad \to \quad P_{n;k}={\frac {P_{n}}{k!}}.}
Se gli oggetti che si ripetono sono di più tipi, allora si eliminano prima gli elementi di un tipo trattandoli come diversi da quelli di altro tipo. Quindi si applica la formula sopra ottenendo le permutazioni semplici degli oggetti comprese quelle del tipo rimanente su cui sarà possibile applicare nuovamente la formula ottenendo le permutazioni con ripetizione cercate. Generalizzando si ottiene la formula
{\displaystyle P_{n;k_{1},k_{2},\cdots ,k_{n}}={\frac {P_{n}}{k_{1}!k_{2}!\cdots k_{n}!}}={n \choose k_{1},k_{2},\cdots ,k_{n}}.}

## Composizione
Una permutazione è una funzione biettiva {\displaystyle p\colon X\to X}. Due permutazioni {\displaystyle p} e {\displaystyle p'} possono quindi essere composte e il risultato è ancora una permutazione. L'insieme {\displaystyle S(X)} delle permutazioni di {\displaystyle X} con l'operazione di composizione forma un gruppo, detto gruppo simmetrico. L'elemento neutro è la permutazione che lascia fissi tutti gli elementi; in notazione ciclica {\displaystyle \mathrm {id} =(1)(2)\cdots (n)} cioè si rappresenta con un numero di {\displaystyle n} 1-cicli.

## Cicli
Sia {\displaystyle a_{1},\ldots ,a_{n}} una successione di elementi distinti di {\displaystyle X}. Il ciclo
{\displaystyle p=(a_{1}\ a_{2}\ \ldots \ a_{n})}
è la permutazione che manda {\displaystyle a_{n}} in {\displaystyle a_{1}}, manda {\displaystyle a_{i}} in {\displaystyle a_{i+1}} se {\displaystyle i=1,\ldots ,n-1,} e tiene fissi gli elementi di {\displaystyle X} che non appartengono alla successione. Più formalmente è definita nel modo seguente:
{\displaystyle p(a_{1})=a_{2},\;\;p(a_{2})=a_{3},\;\;\ldots ,\;\;p(a_{n})=a_{1};}
{\displaystyle p(a)=a\quad } se {\displaystyle a\neq a_{i}\;\;\forall \;i=1,\ldots ,n.}
L'ordine del ciclo è il numero {\displaystyle n}. Una trasposizione è un ciclo {\displaystyle (a\ b)} di ordine 2: consiste semplicemente nello scambiare gli elementi {\displaystyle a} e {\displaystyle b}, lasciando fissi tutti gli altri.
Due cicli {\displaystyle (a_{1}\ a_{2}\ \ldots \ a_{n})} e {\displaystyle (b_{1}\ b_{2}\ \ldots \ b_{m})} sono indipendenti se {\displaystyle a_{i}\neq b_{j}} per ogni {\displaystyle i} e {\displaystyle j}. Due cicli indipendenti {\displaystyle a} e {\displaystyle b} commutano, cioè {\displaystyle a\circ b=b\circ a}. L'importanza dei cicli sta nel seguente teorema: ogni permutazione si scrive in modo unico come prodotto di cicli indipendenti.
Poiché cicli indipendenti commutano, l'unicità è da intendersi a meno di scambiare l'ordine dei cicli.
Notiamo infine che le notazioni {\displaystyle (a\ b\ c)} e {\displaystyle (b\ c\ a)} definiscono lo stesso ciclo, mentre {\displaystyle (a\ b\ c)} e {\displaystyle (b\ a\ c)} sono cicli diversi.

## Notazione
Ci sono due notazioni per scrivere una permutazione. La notazione detta a 2 linee:
{\displaystyle \alpha ={\begin{pmatrix}1&2&3&\ldots &n\\\alpha (1)&\alpha (2)&\alpha (3)&\ldots &\alpha (n)\end{pmatrix}}}
oppure la notazione detta ciclica:
{\displaystyle \alpha =\alpha _{1}\alpha _{2}\cdots \alpha _{r},}
dove
{\displaystyle \alpha _{i}=({a_{1}}^{i}\ {a_{2}}^{i}\ldots {a_{l_{i}}}^{i}),\quad i=1,2\ldots ,r,} è un generico {\displaystyle l_{i}}-ciclo con {\displaystyle \sum _{i=1}^{r}l_{i}=n!}.

### Esempio
Si considerino ad esempio le due permutazioni dell'insieme {\displaystyle X=\{1,2,3,4,5\}.} Si può scrivere sotto a ogni numero la posizione in cui questo viene spostato:
{\displaystyle \alpha ={\begin{pmatrix}1&2&3&4&5\\2&5&4&3&1\end{pmatrix}},\qquad \beta ={\begin{pmatrix}1&2&3&4&5\\2&3&1&4&5\end{pmatrix}},\qquad \alpha \circ \beta ={\begin{pmatrix}1&2&3&4&5\\5&4&2&3&1\end{pmatrix}}.}
Alternativamente, si possono scrivere le stesse permutazioni sfruttando il teorema enunciato sopra, scrivendole come prodotto di cicli indipendenti. Nel caso in esempio si ottengono {\displaystyle \alpha =(1\ 2\ 5)(3\ 4),} {\displaystyle \beta =(1\ 2\ 3)} e {\displaystyle \alpha \circ \beta =(1\ 2\ 5)(3\ 4)\circ (1\ 2\ 3)=(1\ 5)(2\ 4\ 3).}
Si noti che nella composizione ciclica si applica prima il ciclo di destra e poi il ciclo di sinistra. Per esempio, per vedere dove viene mandato 1 dalla composizione {\displaystyle (1\ 2\ 5)(3\ 4)\circ (1\ 2\ 3)} si vede che {\displaystyle (1\ 2\ 3)} lo manda in 2, {\displaystyle (3\ 4)} non muove 2, e infine {\displaystyle (1\ 2\ 5)} manda 2 in 5. Quindi 1 va in 5.

## Segno di una permutazione

### Definizione
Ogni {\displaystyle l}-ciclo è prodotto di trasposizioni. Infatti, sempre con la composizione da destra verso sinistra, si ha:
{\displaystyle \alpha =(a_{1}\ a_{2}\ldots a_{l-1}\ a_{l})=(a_{1}\ a_{l})(a_{1}\ a_{l-1})\cdots (a_{1}\ a_{2}).}
In particolare si ha
{\displaystyle (a_{1}\ a_{2}\ldots a_{n})=(a_{1}\ a_{n})(a_{1}\ a_{n-1})\cdots (a_{1}\ a_{2})}
che non sono 2-cicli disgiunti. Ne segue che ogni permutazione è prodotto di trasposizioni. Il numero di queste trasposizioni non è univocamente determinato dalla permutazione: per esempio si può scrivere la trasposizione {\displaystyle (1\ 2)}anche come {\displaystyle (2\ 3)(1\ 3)(2\ 3)} o {\displaystyle (1\ 4)(2\ 3)(3\ 4)(2\ 3)(1\ 4)}. Si può dimostrare che se una stessa permutazione {\displaystyle p} può essere scritta sia come prodotto di {\displaystyle h} trasposizioni, sia come prodotto di {\displaystyle k} trasposizioni, allora {\displaystyle h} e {\displaystyle k} hanno la stessa parità, cioè sono entrambi pari o entrambi dispari.
Una permutazione {\displaystyle p} è detta pari o dispari a seconda che sia ottenibile come prodotto di un numero pari o dispari di trasposizioni. Il segno di {\displaystyle p} è definito rispettivamente come {\displaystyle +1} e {\displaystyle -1.}

### Proprietà
Definito il prodotto di due permutazioni come la composizione delle stesse, si può dire che la funzione segno è moltiplicativa, cioè
{\displaystyle \operatorname {sgn} (\sigma _{1}\ \sigma _{2})=\operatorname {sgn} (\sigma _{1})\cdot \operatorname {sgn} (\sigma _{2}).}
Ne consegue che {\displaystyle \operatorname {sgn} \left(\sigma \ \sigma ^{-1}\right)=+1.}

### Gruppo alternante
Metà delle {\displaystyle n!} permutazioni di un insieme di {\displaystyle n} elementi sono pari. Poiché la funzione segno è moltiplicativa, le permutazioni pari formano un sottogruppo normale di indice due del gruppo simmetrico {\displaystyle S(X)=S_{n}} delle permutazioni dell'insieme {\displaystyle X=\{1,2,\ldots ,n\}}, detto gruppo alterno e indicato con {\displaystyle A(X)=A_{n}.} Si tratta del nucleo dell'omomorfismo di gruppi
{\displaystyle \operatorname {sgn} \colon S(X)\to \{+1,-1\}.}
L'immagine è un gruppo ciclico con due elementi.

### Formula per il segno
Fissiamo un elemento {\displaystyle \sigma \in S_{n}} nella notazione a 2 linee:
{\displaystyle \sigma ={\begin{pmatrix}1&\ldots &i&\ldots &j&\ldots &n\\\sigma (1)&\ldots &\sigma (i)&\ldots &\sigma (j)&\ldots &\sigma (n)\end{pmatrix}}.}
Consideriamo la coppia {\displaystyle (i,j),} con {\displaystyle 1\leq i<j\leq n,} dicesi inversione per {\displaystyle \sigma } se si verifica {\displaystyle \sigma (i)>\sigma (j)}.
Supponendo di ottenere {\displaystyle r} inversioni, allora il segno della permutazione {\displaystyle \sigma } può essere calcolato tramite la formula seguente:
{\displaystyle \operatorname {sgn} (\sigma )=\epsilon (\sigma )=(-1)^{r}=\prod _{1\leq i<j\leq n}{\frac {\sigma (j)-\sigma (i)}{j-i}}=\prod _{i=1}^{n-1}\left(\prod _{j=i+1}^{n}{\frac {\sigma (j)-\sigma (i)}{j-i}}\right)={\begin{cases}+1&\sigma {\text{ pari,}}\\-1&\sigma {\text{ dispari.}}\\\end{cases}}}

### Esempi
Tutte le trasposizioni, cioè i 2-cicli del tipo {\displaystyle (a\ b)}, sono dispari.
Ad esempio nel gruppo simmetrico {\displaystyle S_{3}} abbiamo i seguenti 3 casi possibili per le coppie {\displaystyle (i\ j)=(1\ 2),(1\ 3),(2\ 3)} e in {\displaystyle S_{4}} diventano 6 casi {\displaystyle (i\ j)=(1\ 2),(1\ 3),(1\ 4),(2\ 3),(2\ 4),(3\ 4)}. 
Facciamo vedere che in {\displaystyle S_{3}} con 6 elementi vi sono:
{\displaystyle \mathrm {id} ,(1\ 2\ 3),(1\ 3\ 2)} pari;
{\displaystyle (1\ 2),(1\ 3),(2\ 3)} dispari.
Infatti per
{\displaystyle \sigma ={\begin{pmatrix}1&2&3\\\sigma (1)&\sigma (2)&\sigma (3)\end{pmatrix}}={\begin{pmatrix}1&2&3\\3&2&1\end{pmatrix}}=(1\ 3)}
si ottiene
{\displaystyle \epsilon (\sigma )=\prod _{1\leq i<j\leq 3}{\frac {\sigma (j)-\sigma (i)}{j-i}}={\frac {\sigma (2)-\sigma (1)}{2-1}}\cdot {\frac {\sigma (3)-\sigma (1)}{3-1}}\cdot {\frac {\sigma (3)-\sigma (2)}{3-2}}={\frac {2-3}{1}}\cdot {\frac {1-3}{2}}\cdot {\frac {1-2}{1}}=(-1)(-1)(-1)=-1,}
quindi possiamo anche dire che {\displaystyle r=3} e {\displaystyle \epsilon (\sigma )=(-1)^{r}=(-1)^{3}=-1}. Lo stesso discorso si applica per le restanti riflessioni {\displaystyle \sigma =(1\ 2)} e {\displaystyle \sigma =(2\ 3).}
Per {\displaystyle \sigma ={\begin{pmatrix}1&2&3\\2&3&1\end{pmatrix}}=(1\ 2\ 3)} si ottiene
{\displaystyle \epsilon (\sigma )=\prod _{1\leq i<j\leq 3}{\frac {\sigma (j)-\sigma (i)}{j-i}}={\frac {3-2}{2-1}}\cdot {\frac {1-2}{3-1}}\cdot {\frac {1-3}{3-2}}=(+1)(-1)(-1)=+1,}
quindi possiamo anche dire che {\displaystyle r=2} e {\displaystyle \epsilon (\sigma )=(-1)^{r}=(-1)^{2}=+1}. Lo stesso discorso si applica per le restanti {\displaystyle (1\ 3\ 2)} e {\displaystyle \mathrm {id} }. Le tre permutazioni pari formano il sottogruppo normale alterno {\displaystyle A_{3}}.